# ايديمار فراغا
ايديمار فراغا (بالبرتغالية: Edimar Curitiba Fraga) (21 مايو 1986 بايتابيميريم دي كاتشويرو في البرازيل - ) هو لاعب كرة قدم برازيلي في مركز الوسط. لعب مع سبورتينغ براغا وسكودا زانثي وسي إف آر كلوج وكييفو فيرونا ونادي ريو أفي ونادي غواراني ونادي قرطبة ونادي كروزيرو وTupi Football Club ‏ وIpatinga Futebol Clube ‏.

## روابط خارجية
- ايديمار فراغا على موقع قاعدة بيانات كرة القدم.إي يو (الإنجليزية)
- ايديمار فراغا على موقع Soccerway.com (الإنجليزية)
- ايديمار فراغا على موقع عالم كرة القدم.نت (الإنجليزية)
- ايديمار فراغا على موقع AS.com (الإسبانية)